# Ron Springett
Ronald Deryk George "Ron" Springett (Fulham, Londres, 22 de julho de 1935 - 12 de setembro de 2015) foi um futebolista inglês, goleiro do Sheffield Wednesday, QPR e da seleção inglesa.

## Carreira

### Clubes
Springett começou sua carreira no QPR em 1953. Enquanto no QPR, ele foi selecionado para jogar na equipe representativa Terceira Divisão do Sul, em 1957. Mudou-se para Sheffield Wednesday em 1958 e fez 384 partidas pelo clube antes de retornar ao QPR em maio de 1967, recorde que permaneceu por 26 anos. 

## Seleção
Springett fez 33 jogos pela Inglaterra. Fez sua estreia pela seleção nacional diante da Irlanda do Norte, em Wembley, em 1959, defendendo um pênalti de Jimmy McIlroy pouco antes do intervalo, garantindo uma estreita vitoriosa por 2 a 1. Foi o goleiro titular durante a Copa do Mundo de 1962 no Chile. Sua última partida pela seleção foi contra a Noruega em 1966, pouco antes da Copa do Mundo da Inglaterra. 
Foi o camisa no.12 durante a Copa do Mundo de 1966, batendo a Alemanha Ocidental por 4 a 2 na final, no entanto, apenas os 11 jogadores em campo durante a partida receberam as medalhas de vencedor. Após uma campanha pelo reconhecimento da FIFA em conceder medalhas aos jogadores que não entraram em campo nas Copas do Mundo mas que foram campeões, Ron Springett, em 10 de junho de 2009, foi presenteado com sua medalha pelo primeiro-ministro britânico, Gordon Brown. Springett foi um membro da equipe do Sheffield Wednesday batido por 3 a 2 pelo Everton na final FA Cup de 1966, em Wembley.

## Falecimento
Morreu em 12 de setembro de 2015, deixando sua esposa, Barbara, com quem se casou em 1958, e suas filhas Terry e Robyn.

## Títulos
- Campeão
  - Copa do Mundo de 1966